# Назва Швеції
Назва Швеції шведською мовою звучить як Sverige (слухати)ⓘ — ця назва походить від давньоскандинавського «svear-rige» — «держава свеїв (шведів)», яка називалася Sweon/Sweonas (у 1000 році як «Swēorice» в Беовульфі). Це самоназва в формі Swerike зустрічається в шведських джерелах від кінця XIII століття, у формі Svearike — від XIV століття, а також в ісландських джерелах у формі Svíaríki і давньогутнійських — Suiariki. У середньовіччі цей топонім використовувався лише стосовно Свеаланду, «землі свеїв» і протиставлявся Геталанду, «землі гетів». Компонент riki, що означає «держава», з'являється в назві шведського законодавчого органу, Риксдагу (порівняти з дан. Rigsdag, нім. Reichstag).
До кінця XV століття написання топоніму змінилося на Swerighe в Швеції та Данії. У XVII столітті з'явилися варіанти Swerghe, Swirghe, Swirge. За оцінками лінгвістів, незважаючи на різницю в написанні, вимова топоніму в варіантах Svearike й Sverige була приблизно однаковою. Івар Модер висловив гіпотезу, що популяризував Ян Гійу, буцімто форма Svearige є запозиченням із данської мови з різними конотаціями.

## Назва Швеції в інших мовах
У прибалтийсько-фінських мовах назва Швеції має зовсім інший вигляд, ніж у шведській: фін. Ruotsi — це слово походить від того самого кореня, що й «Русь», ест. Rootsi, півн.-саам. Ruoŧŧa — ймовірно, походить від різних форм rōþs-, тобто «пов'язаних з веслуванням» у давньошведській мові (швед. fornsvenska).
На давньоанглійській мові назва Швеції виглядала як Sweoland або Sweorice (Sweoðeod), що означало «земля» або «царство свеїв», давньонімецького племені. Сама назва «свеї» (давньоскан. Svíþjóð) походить від протоскандинавського * Swihoniz — імовірно, самоназва, що містить німецькомовний компонент *swe — «чий-небудь, свій» (нім. Schweden); «sweon» (шведи) походить від старонімецького слова «Swihoniz» у значенні «власність» або «земля», що в скандинавську перейшло вже у формі «Svithjoth» зі значенням «народ». Сучасна англійська назва Sweden прийшла з голландської мови (Zweden, Zwede) після XV століття і закріпилося в XVII столітті, до того в англійській мові використовувалася форма Swedeland (в шотландській Swethin, Swadne).
Латинізована назва Suecia, Suetidi, Suiones (Suetia у Саксона Граматика) в різних варіаціях існує в романських (норв. Sviar, Svíþjóð, дан. Sverige, ісл. Svíþjóð) і слов'янських мовах, в тому числі ісп. Suecia, кат. Suecia, порт. Suecia, укр. Швеція, а також у неєвропейських мовах, де найчастіше виникає плутанина між назвами Швеції та Швейцарії (ісп. Suiza, кат. Suïssa, рос. Швейцарія). Є точка зору, що в XV столітті місто Швіц (що дало свою назву Швейцарії) дійсно було назване на честь шведів. «Батько шведської історіографії» Ерік Олай в своїй «Chronica Regni Gothorum» (бл. 1470 р.) відзначав схожість у топоніміці: Swycia, quasi Suecia. Ця ідея була підхоплена в XIX столітті в шведському романтичному націоналізмі (наприклад, у праці 1836 року «Історія шведів» Еріка Гейера), але на даний час не поділяється в науковому співтоваристві.
На китайській мові назва «Швеція» передається як кит. 瑞典, піньїнь: Ruìdiǎn, акад. жуйдянь, кант. seui6 din2. У китайській мові також спостерігається часта плутанина назв «Швеція» й «Швейцарія» (кит. 瑞士, піньїнь: Ruìshì, акад. жуйши, кант. seui6 si6), оскільки назви обох країн на китайській починаються з того ж самого ієрогліфу 瑞 («сприятливий»). Це спонукало швейцарське та шведське консульства в Шанхаї в 2013 році почати кампанію для китайських туристів, щоб допомогти їм розрізняти ці країни.
Арабською мовою назва Швеції виглядає як «сувейд» (араб. سويد), з прикметником «сувейді» (араб. سويدي) — «шведський». Ця словоформа омонімічна з уже існуючим арабським словом «сувейд» («чорний, темний, смаглявий», порівняти «Судан») і «Нісба», існуюча в різних частинах арабського світу (наприклад, Ас-Сувайді — район Ер-Ріяда).